# Robert Pugh
Robert Pugh (ur. 1950 w Aberdare) – walijski aktor filmowy i telewizyjny.

## Życiorys
W 1976 ukończył Rose Bruford College. Karierę aktorską rozpoczął w drugiej połowie lat 70. Zaczął występować w produkcjach serialach, filmach telewizyjnych i dokumentalnych. M.in. w 2007 zagrał w emitowanym przez ITV1 serialu dramatycznym The Time Of Your Life. Rok wcześniej wystąpił w produkowanym przez BBC fabularyzowanym dokumencie Nuremberg: Nazis on Trial jako Hermann Göring. Pojawił się w paru odcinkach Milczącego świadka, w dwóch epizodach z cyklu Doctor Who oraz w spin-offie tej produkcji zatytułowanej Torchwood. Zagrał drugoplanowe bądź epizodyczne role w licznych produkcjach kinowych, tj. Pan i władca: Na krańcu świata, Ostatni legion, Autor widmo, Robin Hood i inne.

## Filmografia
- 1981: Inseminoid
- 1981: Nocny jastrząb
- 1982: Britannia Hospital
- 1982: Giro City
- 1991: Old Scores
- 1994: Ksiądz
- 1995: O Angliku, który wszedł na wzgórze, a zszedł z góry
- 1996: Different for Girls
- 1998: The Tichborne Claimant
- 2001: Enigma
- 2003: Pan i władca: Na krańcu świata
- 2005: Kinky Boots
- 2005: Królestwo niebieskie
- 2006: Longford
- 2007: Ostatni legion
- 2010: Autor widmo
- 2010: Robin Hood
- 2012: Gra o tron
- 2013: Biała królowa
- 2017: Templariusze